# Farul din Gatteville
Farul din Gatteville, cunoscut și sub numele de Farul din Gatteville-Barfleur, este un far activ în apropiere de Gatteville-le-Phare, în vârful Barfleur, departamentul Manche, în regiunea Normandia din Franța. Având o înălțime de 75 de metri, este al treilea cel mai înalt „far tradițional” din lume.

## Istorie
Curenții puternici și numeroasele naufragii de la Barfleur, dintre care cel mai faimos a fost White Ship, au necesitat construirea unui far în acest loc. În 1774 a fost construit un far cilindric de granit de 25 de metri înălțime și o clădire principală dreptunghiulară din piatră. Farul a fost acoperit cu un foc de cărbune. A fost aprins pentru prima dată la 1 noiembrie 1775 și a fost numit inițial Farul din Barfleur.
În septembrie 1780, felinarul a fost înlocuit cu 16 lămpi cu ulei cu un felinar din sticlă cu sticlă smălțuită la foc și reflectoare Tourtille-Sangrain.
În 1825 a fost planificată o modernizare a lentilelor, ceea ce a necesitat ridicarea turnului cu încă 32 de metri , dar clădirea s-a dovedit a nu fi suficient de largă. Astfel, arhitectul Charles-Félix Morice de la Rue a întocmit planurile pentru cel mai înalt far din lume pentru acea vreme. Acesta a fost construit la 60 de metri de vechiul far. Construcția a avut loc între 1829 și 1835, iar lumina a fost aprinsă pentru prima dată la 1 aprilie 1835. Felinarul din turnul mai mic a fost îndepărtat și a fost transformat în semafor. Acesta a rămas la fața locului.
Uleiul vegetal a fost folosit până în 1873, când a fost înlocuit cu ulei mineral. La 20 mai 1891, numele farului a fost schimbat în Farul din Gatteville. La 17 ianuarie 1893, felinarul a fost înlocuit cu un felinar electric.
Rulmenții de mercur Sautter-Harle au fost instalați în 1903.
În 1944, farul a fost eliberat fără daune majore și a fost repus rapid în funcțiune. În 1948 a fost conectat la rețeaua electrică.
Farul a rămas deschis pentru public până în 1996, când a fost închis pentru renovare. A fost redeschis la 5 iulie 1997, ca muzeu al farului.

## Structură și lumină
Turnul este cilindric, cu o galerie și un felinar. Are un diametru de 25 de metri la bază și 6 metri la punte. Este legat de un complex cu două etaje ce găzduiește gardieni care are o formă de U în jurul bazei turnului. Vizitatorii pot urca 365 de trepte pentru a ajunge la galerie.
Lumina actuală este o lampă cu xenon de 1600 de wați. O lampă este aprinsă în zilele senine și două în zilele cu vreme rea.

## Apariții în media
Filmul Diva din 1981, de Jean-Jacques Beineix, a fost parțial filmat la far.